# Liisa Suihkonen
Liisa Helena Suihkonen (* 27. September 1943 in Suonenjoki, Pohjois-Savo) ist eine ehemalige finnische Skilangläuferin.
Suihkonen konnte 1966 ihren einzigen nationalen Meistertitel erringen – im Einzelrennen über 10 km. Sie trat außerdem 1966 erstmals bei den nordischen Skiweltmeisterschaften am Holmenkollen, Oslo an. Weitere Teilnahmen folgten 1970 in Vysoké Tatry, Tschechoslowakei und 1974 im schwedischen Falun. Bei den Olympischen Winterspielen 1968 in Grenoble, Frankreich wurde sie im 10-km-Rennen 18. Ihre zweite Olympiateilnahme war 1976 in der Staffel. Zusammen mit Marjatta Kajosmaa, Hilkka Riihivuori-Kuntola und Helena Kivioja-Takalo gewann sie Silber.
Während und nach ihrer aktiven Karriere arbeitete Suihkonen als Lehrerin. Außerdem war sie im Stadtrat ihrer Heimatstadt Suonenjoki vertreten und seit 1997 Vorsitzende ihres Skiclubs Suonenjoen Vasama.